# 1990 v loďstvech
Tento článek obsahuje významné události v oblasti loďstev v roce 1990.

## Lodě vstoupivší do služby
- 4. ledna –  Sindhukirti (S61) – ponorka třídy Sindhughosh[1]

- 25. ledna –  INS Subhadra (P 51) – hlídková loď třídy Sukanya

- 23. února –  ORP Gniezno (822) – výsadková loď třídy Lublin

- 7. března –  Somme (A 631) – tanker třídy Durance

- 19. března –  Lübeck (F 214) – fregata třídy Bremen

- 7. dubna –  USS Albany (SSN-753) – ponorka třídy Los Angeles[2]

- 17. dubna –  Parker (P-44) – korveta třídy Espora

- 3. května –  Uredd (S305) – ponorka třídy Ula[3]

- 4. května –  HMS Chatham (F87) – fregata Typu 22 Broadsword

- 28. května –  HMS Talent (S92) – ponorka třídy Trafalgar

- 1. června –  HMS Norfolk (F230) – fregata Typu 23 Norfolk

- 27. června –  ORP Kraków (823) – výsadková loď třídy Lublin

- 30. června –  USS Miami (SSN-755) – ponorka třídy Los Angeles[4]

- 16. července –  Latouche-Tréville (D 646) – torpédoborec třídy Georges Leygues

- 20. října –  USS West Virginia (SSBN-736) – ponorka třídy Ohio[5]

- 8. listopadu –  Utvær (S303) – ponorka třídy Ula[3]

- 27. listopadu –  INS Savitri (P 53) – hlídková loď třídy Sukanya

- 17. prosince –  Foudre (L 9011) – výsadková loď stejnojmenné třídy